# Malvern Hills

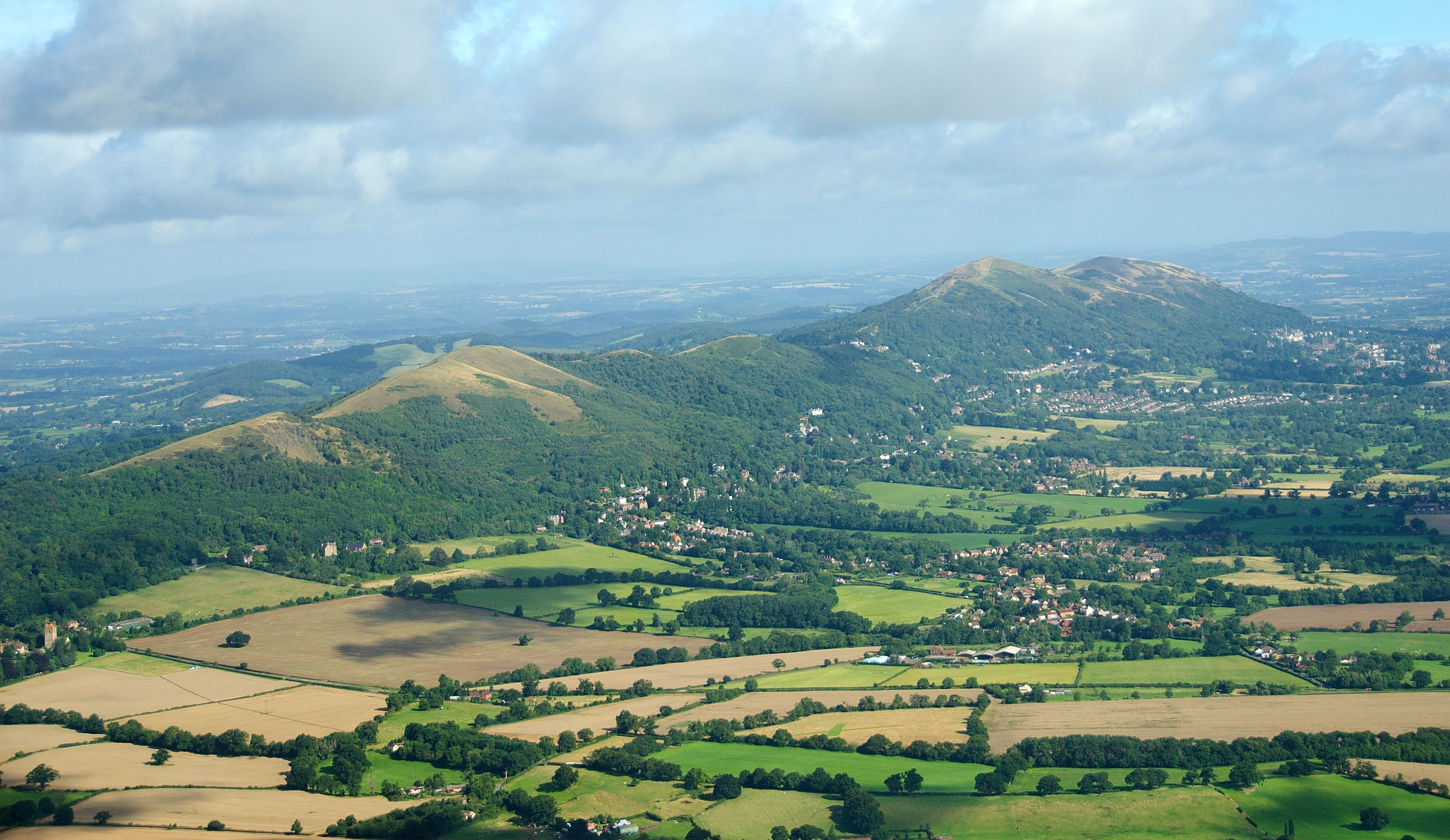
Malvern Hills

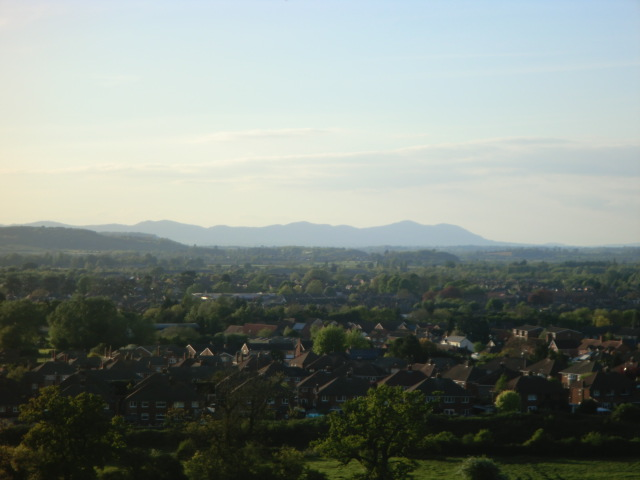
Die Malvern Hills vom rund 30 Kilometer südlich gelegenen Churchdown Hill

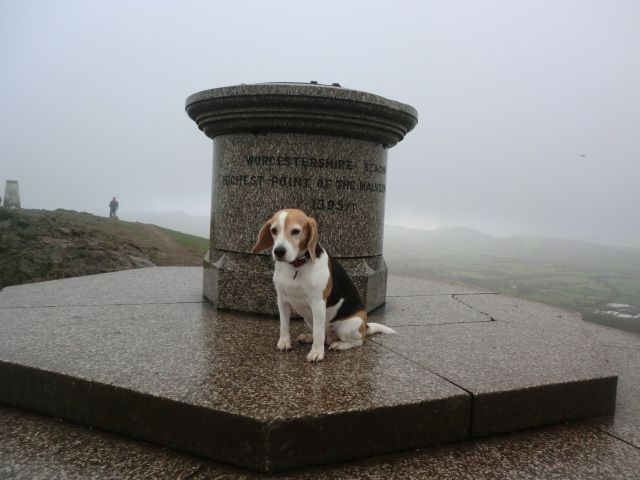
Gipfelmonument auf dem höchsten Berg der Malvern Hills, dem Herefordshire Beacon

Die Malvern Hills sind ein Höhenzug in England, dessen Grat die Grenze zwischen Worcestershire und Herefordshire bildet. Das Gestein, aus dem sie bestehen, gehört zu den geologisch ältesten Felsformationen Englands.
Sie sind für ihre landschaftliche Schönheit bekannt und gewähren einmalige Ausblicke über das sie umgebende Gebiet. Von Westen aus überragen ihre Höhen, die über ca. 13 km von Norden nach Süden verlaufen, das Severn-Tal und die jenseits davon gelegenen Cotswolds. Der höchste Punkt der Malvern Hills ist mit 425 m der Worcestershire Beacon. In den Malvern Hills liegen berühmte Heilquellen, denen der Ort Great Malvern seine im 19. Jahrhundert erfolgte Entwicklung zum Heilbad verdankt. Sehenswert sind zudem die Reste einer eisenzeitlichen Hügelfestung auf der Kuppe des Herefordshire Beacon.

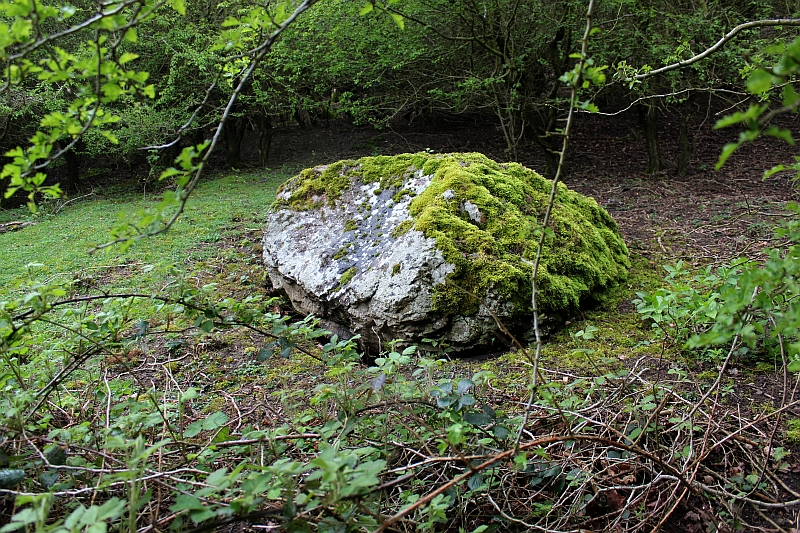
Opferstein bei Eastnor in den Malvern Hills

Im 14. Jahrhundert inspirierte die Landschaft der Malvern Hills William Langland zu seinem berühmten Gedicht The Visions of Piers Plowman.
Der britische Komponist Edward Elgar stammte aus dieser Gegend, die er häufig durchwanderte oder mit dem Fahrrad erkundete. Es wird berichtet, dass die Landschaft ihn zu seinen Kompositionen angeregt habe.
Der Dichter W. H. Auden lehrte in den 1930er Jahren für drei Jahre an einer Schule Colwall in den Malvern Hills. Dort schrieb er einige seiner erfolgreichsten und schönsten Liebesgedichte. Den Malvern Hills widmete er ein besonders langes, The Malverns genanntes Gedicht, in dessen Versen er sie und ihre Aussichtspunkte beschrieb.
Die Malvern Hills zählen zu den Gegenden von hervorragender Naturschönheit in England und sind als Area of Outstanding Natural Beauty klassifiziert.